# Korvin Sándor
Korvin Sándor, családi nevén Kálmán Imre (Nagysomkút, 1912. december 24. – Kolozsvár, 1944. január 28.) romániai magyar költő, műfordító, kritikus, közíró.

## Életútja
Nagyváradon elkezdett jogi tanulmányait 1932-ben abbahagyta, s módos családjával szakítva Kolozsvárt kezdte sok nélkülözéssel járó írói pályáját. Első verseit a Népakarat című munkáslap közölte. Gaál Gábor oldalán a Korunk belső munkatársa lett, itt megjelent első írásában (A festő is közöttünk él) egy új tárgyilagosság esztétikáját képviselte. A folyóirat – sokszor túlzóan, élesen dogmatikus – kritikusa, verseiben s a korszerű román és francia irodalmi alkotásokat magyarra átültető műfordításaiban azonban a humanista felfogás érvényesül. Antifasiszta publicisztikáját a Nagyváradi Napló, Brassói Lapok, Független Újság és a Tribün utódlapja a Mai Nő közölte. Irodalmi tanulmányokat folytatott Párizsban (1937–38) a Sorbonne-on. Hazatérve a kolozsvári Munkás Athenaeum írócsoportjában tevékenykedett, a bécsi döntés után a budapesti Népszava és Magyar Nemzet munkatársaként működött. A második világháború alatt munkaszolgálatra hívták be, az itt szerzett betegség okozta korai halálát.
Költészetében József Attila és a francia avantgardizmus hatása érződik, mondandója és nyelvkultúrája azonban jellegzetesen erdélyi költővé avatja. Hol a szegénységet szólaltatja meg (Erdélyi ősz; Egy kuli tengődéseiből; Részegek a periférián; Dal a petróleumlámpáról; Géptájakon), hol pedig felemás "urak közt szolga s szolganép közt úr" mivoltán töpreng (Ábránd egy városi udvaron; Magam ellen), de "friss népek" tavaszi kedvét ünnepli a Sétatér szolgalegényei és szolgálóleányai láttán (Vasárnap délután).
Irodalompolitikai írásaiban magas európai mércét választott hazai mérlegeléseihez: André Gide, André Malraux, Romain Rolland, Jean Giono, Jean Richard Bloch, Louis Aragon írásainak kitűnő fordításaival s humánumukat közvetítve a realista igényekkel fellépő új romániai magyar írónemzedék törekvéseit támasztotta alá. Miután túljutott a proletkultos beszűkülésen, Makszim Gorkij, Ilja Grigorjevics Ehrenburg, Fábry Zoltán írói hivatástudata szerint értelmezte az ún. szocialista realizmust. Ilyen szempontból köszöntötte Balázs Ferenc falusi önvallomását, Horváth Imre háborúellenes líráját vagy Köves Miklós (Kahána Mózes) székely tárgyú új realista regényét a Korunkban.

## Nyomtatásban megjelent írásai
Önálló kötete közel egy évtizeddel halála után jelent meg: Éber lélekkel (versek, Szász János előszavával, 1952. Haladó Hagyományaink). Versei a következő gyűjteményes kötetekben szerepeltek: Ötvenhét vers (Brassai Viktor, Józsa Béla, Salamon Ernő válogatott verseivel együtt, 1958); A Korunk költészete (Méliusz József előszavával, Szász János bevezető tanulmányával, 1967. RMI); Magasra száll az ember dallama (versantológia Sőni Pál előszavával, Tanulók Könyvtára, 1968); Férfiúdal (A baloldal költészete 1938-44. Mózes Huba előszavával. Tanulók Könyvtára, Kolozsvár, 1972). Publicisztikájából közölt: Romániai magyar kritika 1919–1944 (Csehi Gyula bevezetőjével, Dávid Gyula válogatásában. Tanulók Könyvtára, Kolozsvár, 1972).
Összegyűjtött írásai A néma számvető című kötetben (Jordáky Lajos életrajzi tanulmányával és bibliográfiával. 1977. RMI) jelentek meg. Arcképét Brósz Irma rajzolta meg.